# Ariel the Little Mermaid
Ariel the Little Mermaid es un videojuego publicado para Mega Drive y Game Gear en 1992 y para Master System en noviembre de 1996 en Brasil. Fue desarrollado por BlueSky Software y publicado por Sega.
- Datos: Q7886525